# Franz Seraph Haindl

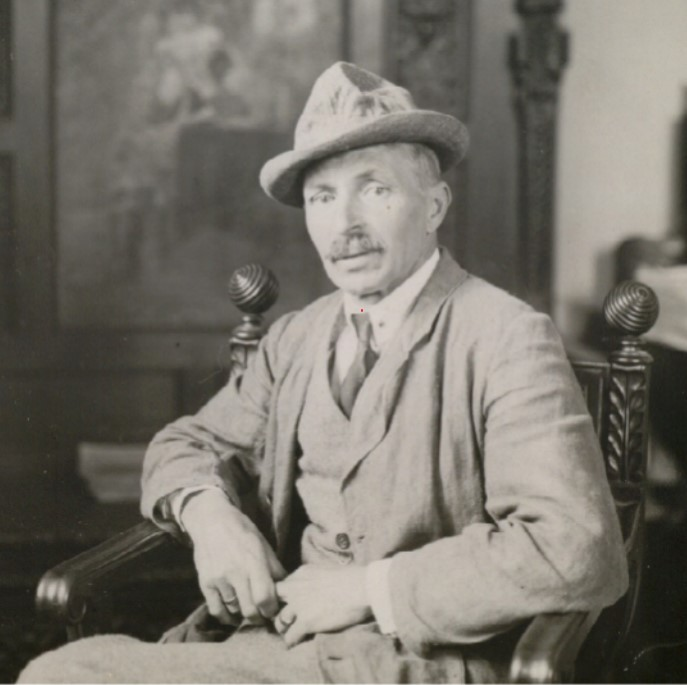
Haindl im Jahr 1930

Franciscus Seraphim Haindl, kurz Franz Seraph Haindl (27. September 1865 in Wasserburg am Inn – 3. Dezember 1931 in Partenkirchen) war ein deutscher Kunstmaler.

## Biographie
Haindl wurde 1865 in Wasserburg als Sohn von Eugen Haindl, einem Richter des Hohen Rates der Justiz im bayerischen Staat,  geboren.
Er studierte auf ausdrücklichen Wunsch seines Vaters Philosophie an der Universität München. Er nahm aber auch heimlich Unterricht bei einem Professor der bildenden Künste, um sich auf die Aufnahmeprüfung an der dortigen Akademie der bildenden Künste vorzubereiten. Er verstarb 1890 und konfrontierte seinen Vater mit seinem Erfolg, der ihm zu dieser Zeit die Erlaubnis gab, Maler zu werden. Franz wurde dann u. a. von Karl Raupp unterrichtet, der an der Akademie „Naturkundeunterricht“ gab. Zwei Jahre später verließ er die Akademie, um sein eigenes Unternehmen zu gründen.
Gegen Ende des neunzehnten Jahrhunderts, widmete sich Haindl den Genrestücken aus der romantischen Schule, die damals in Mode waren: Szenen aus dem Dreißigjährigen Krieg, posierende Soldaten, Banditenbanden. Er arbeitete auch viel an Ahnengalerien für die bayerische Aristokratie. Die Adelsfamilie Preysing war ein großer Kunde.
Haindl heiratete 1903 die Niederländerin Anna Verbeek (1875–1960). 1912 kaufte das Ehepaar ein großes Haus in der Dreitorspitzstraße im  Dorf Partenkirchen, das von den bayerischen Alpen umgeben war, mit der Zugspitze und der Dreitorspitze als Höhepunkte.

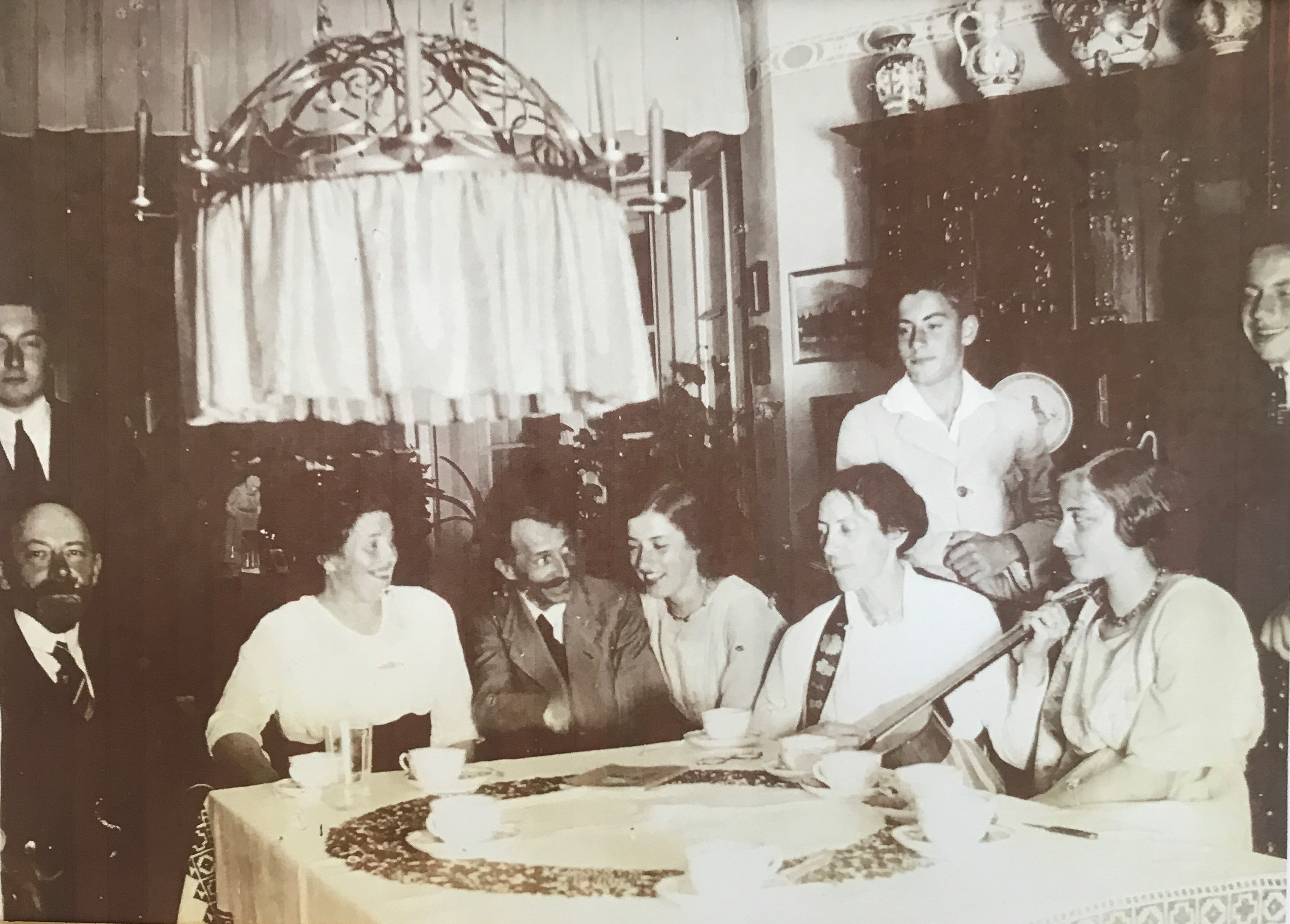
Eine Party in Haindls Haus (ca. 1920), mit Franz Haindl in der Mitte und seiner Frau Anna, die Gitarre spielt.

Sie betrieben dieses Haus hauptsächlich als Gästehaus, um Freunde und Familie zu empfangen, und Franz hatte dort auch sein Maleratelier. Das mit traditionellen Holz- und Messingwaren geschmückte Lokal, in dem Besucher und Gäste oft herzlich empfangen wurden, wurde zu einer der Attraktionen des damals schon touristischen Ortes Partenkirchen.
Haindl besuchte Holland einmal mit seiner Frau und wurde an den berühmten niederländischen „großen Himmel“ verkauft, der die niederländische Landschaft prägt. Er hegte große Bewunderung für die alten holländischen Meister, von denen er eine Menge Inspiration erhalten sollte. Sein Werk ist seither von niederländischen Einflüssen geprägt.
Haindl starb 1931 in seiner Heimatstadt. Vier Jahre später wurde Partenkirchen im Auftrag Hitlers für die Organisation der Olympischen Winterspiele 1936 mit dem Nachbardorf Garmisch zusammengelegt. Die daraus entstandene Stadt wird seitdem als Garmisch-Partenkirchen weitergeführt.

## Technik, Stil, Themen
In den frühen Tagen seiner Karriere konzentrierte sich Haindl auf Genrestücke aus der romantischen Schule und vervollständigte die Ahnengalerien.
Obwohl seine Vorliebe den Porträts galt und er ein Bewunderer des Porträtmalers Franz von Leinbach war, machte Haindl auch Landschaften. Die Art der Arbeit hing jedoch davon ab, womit er seinen Lebensunterhalt verdienen konnte. Er kontrollierte dies bis zu einem gewissen Grad, indem er seine Kunden, meist wohlhabende Leute, die die Touristenregion besuchten, in ihren Hotels besuchte und ihnen anbot, ihr Porträt zu malen.
Haindl war von kleiner Statur, was seine Herkunft verbergen würde, aber in seinem Herzen war er ein robuster Bayer, stolz auf Land und Leute, gutherzig, gesellig und offen. Seine Gemälde waren daher nicht auf die Aristokratie beschränkt, sondern enthielten auch für die Region typische Szenen.

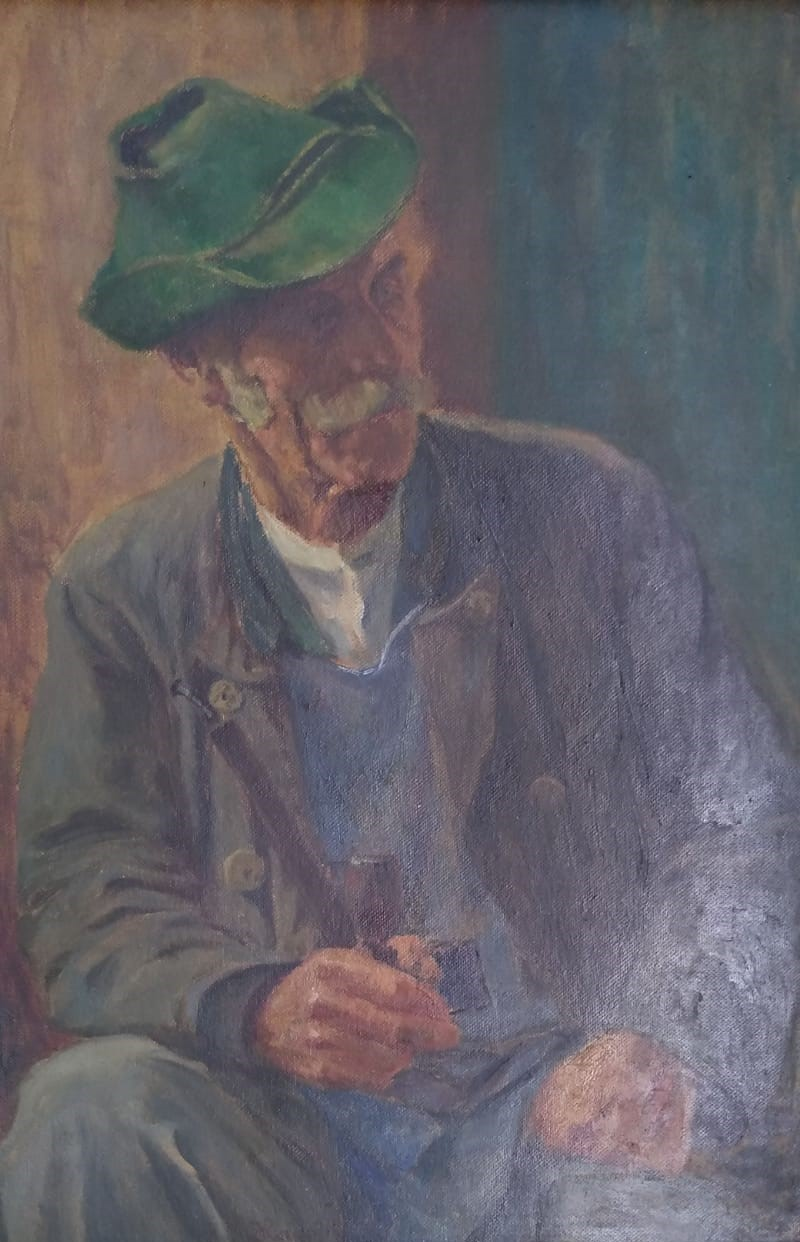
Bayerischer Bauer
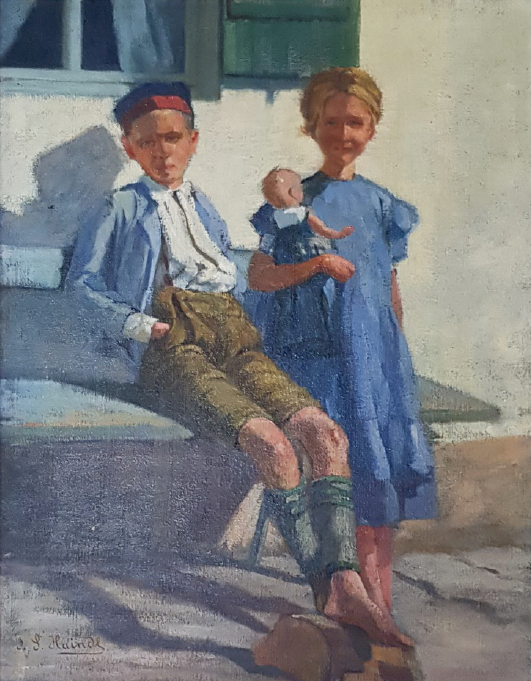
Kinder
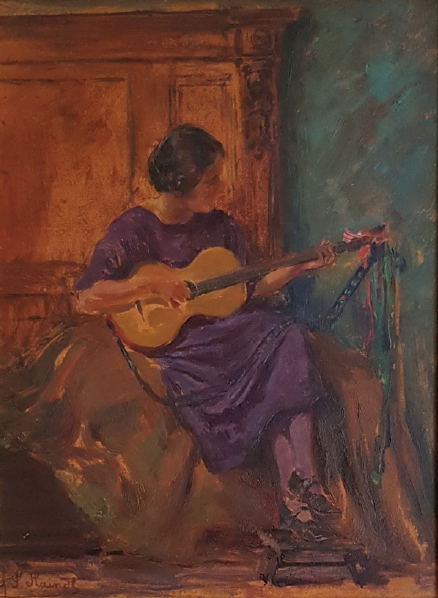
Anna Haindl, Gitarre spielend
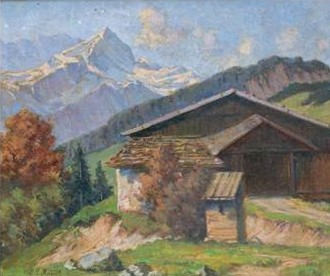
Alpenansicht

## Quelle
- Wilten, Anth. W. (maart 1923). De Beiersche schilder F.S. Haindl. Morks Magazijn 25: 129–132